# ایجی تویودا
ایجی تویودا (به ژاپنی: 豊田 英二) (زاده ۱۲ سپتامبر ۱۹۱۳ - درگذشته ۱۷ سپتامبر ۲۰۱۳) کارآفرین، صنعتگر، مهندسی مکانیک و مدیر ارشد اجرایی ژاپنی بود، که در سال ۱۹۸۹ شرکت لکسوس را تأسیس نمود.
وی در فاصله سال‌های ۱۹۶۷ تا ۱۹۸۱ مدیر عامل اجرایی تویوتا بود، همچنین از ۱۹۸۱ تا ۱۹۹۴ نیز ریاست هیئت مدیره این شرکت خودروسازی را برعهده داشت. ساکیشی تویودا بنیانگذار شرکت صنایع تویوتا عموی وی بود و کیشیرو تویودا مؤسس شرکت خودروسازی تویوتا نیز عموزاده ایجی تویودا محسوب می‌شد. وی در ۱۷ سپتامبر ۲۰۱۳ در سن یکصد سالگی، در شهر تویوتا، آیچی درگذشت.